# Lista siturilor arheologice din județul Brașov - P
Lista siturilor arheologice din județul Brașov - P conține toate siturile arheologice din județul Brașov înscrise în Repertoriul Arheologic Național (RAN) și aflate în localități al căror nume începe cu litera P. RAN este administrat de Ministerul Culturii și Patrimoniului Național și cuprinde date științifice, cartografice, topografice, imagini și planuri, precum și orice alte informații privitoare la zonele cu potențial arheologic, studiate sau nu, încă existente sau dispărute.
Puteți căuta un sit din localitățile care încep cu litera P folosind formularul de mai jos sau puteți naviga prin toate siturile din județ la Lista siturilor arheologice din județul Brașov.
| Cod RAN                                | Denumire | Localitate                                | Adresă             | Datare               | Descoperit | Coordonate                                    | Imagine           | Erori            |
| -------------------------------------- | --- | ----------------------------------------- | ------------------ | -------------------- | ---------- | --------------------------------------------- | ----------------- | ---------------- |
| 41532.01.01                            | Situl arheologic de la Peștera - Peștera Mică / ansamblu așezare (Categorie: locuire civilă) (Tip: Așezare)                                                           | sat Peștera, comuna Moieciu               | Peștera Mică       | Musterian            |            |                                               | Încărcați imagine | Raportați eroare |
| 41532.01.02                            | Situl arheologic de la Peștera - Peștera Mică / ansamblu așezare (Categorie: locuire civilă) (Tip: Așezare)                                                           | sat Peștera, comuna Moieciu               | Peștera Mică       |                      |            |                                               | Încărcați imagine | Raportați eroare |
| 41532.01.03                            | Situl arheologic de la Peștera - Peștera Mică / ansamblu așezare (Categorie: locuire civilă) (Tip: Așezare)                                                           | sat Peștera, comuna Moieciu               | Peștera Mică       |                      |            |                                               | Încărcați imagine | Raportați eroare |
| 41532.01.04                            | Situl arheologic de la Peștera - Peștera Mică / ansamblu oseminte umane (Categorie: locuire civilă) (Tip: Mormânt)                                                    | sat Peștera, comuna Moieciu               | Peștera Mică       |                      |            |                                               | Încărcați imagine | Raportați eroare |
| 41532.02.01                            | Situil arheologic de la Peștera - Peștera Mare / ansamblu anonim (Categorie: descoperire funerară) (Tip: Așezare)                                                     | sat Peștera, comuna Moieciu               | Peștera Mare       | Musterian final      |            |                                               | Încărcați imagine | Raportați eroare |
| 41532.02.02                            | Situil arheologic de la Peștera - Peștera Mare / ansamblu anonim (Categorie: descoperire funerară) (Tip: așezare)                                                     | sat Peștera, comuna Moieciu               | Peștera Mare       | Aurignacian mijlociu |            |                                               | Încărcați imagine | Raportați eroare |
| 41532.02.03                            | Situil arheologic de la Peștera - Peștera Mare / ansamblu anonim (Categorie: descoperire funerară) (Tip: așezare)                                                     | sat Peștera, comuna Moieciu               | Peștera Mare       | Gravetian            |            |                                               | Încărcați imagine | Raportați eroare |
| 41532.02.04                            | Situil arheologic de la Peștera - Peștera Mare / ansamblu anonim (Categorie: descoperire funerară) (Tip: așezare)                                                     | sat Peștera, comuna Moieciu               | Peștera Mare       |                      |            |                                               | Încărcați imagine | Raportați eroare |
| 41532.02.05                            | Situil arheologic de la Peștera - Peștera Mare / ansamblu anonim (Categorie: descoperire funerară) (Tip: așezare)                                                     | sat Peștera, comuna Moieciu               | Peștera Mare       |                      |            |                                               | Încărcați imagine | Raportați eroare |
| 41532.02.06                            | Situil arheologic de la Peștera - Peștera Mare / ansamblu anonim (Categorie: descoperire funerară) (Tip: așezare)                                                     | sat Peștera, comuna Moieciu               | Peștera Mare       |                      |            |                                               | Încărcați imagine | Raportați eroare |
| 41676.01                               | Descoperiri neolitice la Prejmer (Categorie: neprecizată) (Tip: neprecizat)                                                                                           | sat Prejmer, comuna Prejmer               |                    |                      |            |                                               | Încărcați imagine | Raportați eroare |
| 41676.01.01                            | Descoperiri neolitice la Prejmer / ansamblu anonim (Categorie: neprecizată) (Tip: descoperiri de suprafață)                                                           | sat Prejmer, comuna Prejmer               |                    | Coțofeni             |            |                                               | Încărcați imagine | Raportați eroare |
| 41890.01.01                            | Așezarea Schneckenberg de la Perșani / ansamblu anonim (Categorie: locuire civilă) (Tip: Așezare)                                                                     | sat Perșani, comuna Șinca                 |                    | Schneckenberg        |            |                                               | Încărcați imagine | Raportați eroare |
| 41630.01.01                            | Posibila așezare de epoca bronzului de la Poiana Mărului / ansamblu anonim (Categorie: neprecizată) (Tip: Așezare)                                                    | sat Poiana Mărului, comuna Poiana Mărului |                    | Monteoru             |            |                                               | Încărcați imagine | Raportați eroare |
| 40312.01.01                            | Depozitele de bronzuri de la Predeal- Zambroi / ansamblu anonim (Categorie: depozit/tezaur) (Tip: Depozit)                                                            | oraș Predeal                              | Zambroi            |                      |            |                                               | Încărcați imagine | Raportați eroare |
| 41676.02.01                            | Așezare din epoca bronzului de la Prejmer - Țiglărie / ansamblu anonim (Categorie: locuire) (Tip: Depozit)                                                            | sat Prejmer, comuna Prejmer               | Țiglărie           |                      |            |                                               | Încărcați imagine | Raportați eroare |
| 41676.02.02                            | Așezare din epoca bronzului de la Prejmer - Țiglărie / ansamblu anonim (Categorie: locuire) (Tip: necropola)                                                          | sat Prejmer, comuna Prejmer               | Țiglărie           | Schneckenberg        |            |                                               | Încărcați imagine | Raportați eroare |
| 41587.01.01                            | Așezarea hallstattiană de la Părău - "La Fântână" / ansamblu anonim (Categorie: locuire civilă) (Tip: Așezare)                                                        | sat Părău, comuna Părău                   | La Fântână         |                      |            |                                               | Încărcați imagine | Raportați eroare |
| 41587.02.01                            | Așezarea hallstattiană de la Părău - "Calea Hălmeagului" / ansamblu anonim (Categorie: locuire civilă) (Tip: Așezare)                                                 | sat Părău, comuna Părău                   | Calea Hălmeagului  | - A-B                |            | 45°51′16″N 25°10′23″E / 45.85443°N 25.17308°E | Încărcați imagine | Raportați eroare |
| 41532.04.01                            | Descoperiri hallstattiene la Peștera / ansamblu anonim (Categorie: neprecizată) (Tip: neprecizat)                                                                     | sat Peștera, comuna Moieciu               |                    |                      |            |                                               | Încărcați imagine | Raportați eroare |
| 41676.03.01                            | Așezarea hallstattiană de la Prejmer / ansamblu anonim (Categorie: locuire civilă) (Tip: Așezare)                                                                     | sat Prejmer, comuna Prejmer               |                    |                      |            |                                               | Încărcați imagine | Raportați eroare |
| 41676.04.01                            | Tezaurul monetar dacic de la Prejmer - "Cărămidărie" / ansamblu anonim (Categorie: depozit/tezaur) (Tip: tezaur)                                                      | sat Prejmer, comuna Prejmer               | Cărămidărie        | dacică               |            |                                               | Încărcați imagine | Raportați eroare |
| 41676.04.01                            | Tezaurul monetar dacic de la Prejmer - "Cărămidărie" / complex tezaur monetar (Categorie: depozit/tezaur) (Tip: tezaur monetar)                                       | sat Prejmer, comuna Prejmer               | Cărămidărie        |                      |            |                                               | Încărcați imagine | Raportați eroare |
| 41676.05.01                            | Situl arheologic de la Prejmer / ansamblu anonim (Categorie: locuire civilă) (Tip: Așezare)                                                                           | sat Prejmer, comuna Prejmer               |                    | dacică               |            |                                               | Încărcați imagine | Raportați eroare |
| 41676.05.02                            | Situl arheologic de la Prejmer / ansamblu anonim (Categorie: locuire civilă) (Tip: Așezare)                                                                           | sat Prejmer, comuna Prejmer               |                    |                      |            |                                               | Încărcați imagine | Raportați eroare |
| 41676.06.01                            | Bordeiul dacic de la Prejmer / ansamblu anonim (Categorie: construcție) (Tip: Construcție)                                                                            | sat Prejmer, comuna Prejmer               |                    | dacică               |            |                                               | Încărcați imagine | Raportați eroare |
| 41587.03.01                            | Situl arheologic de la Părău- Pe Vinișoare / ansamblu anonim (Categorie: locuire civilă) (Tip: Așezare)                                                               | sat Părău, comuna Părău                   | Pe Vinișoare       |                      |            | 45°51′39″N 25°11′02″E / 45.86094°N 25.18402°E | Încărcați imagine | Raportați eroare |
| 41587.03.02                            | Situl arheologic de la Părău- Pe Vinișoare / ansamblu anonim (Categorie: locuire civilă) (Tip: Așezare)                                                               | sat Părău, comuna Părău                   | Pe Vinișoare       |                      |            | 45°51′39″N 25°11′02″E / 45.86094°N 25.18402°E | Încărcați imagine | Raportați eroare |
| 41676.11.03 (Cod LMI: BV-II-m-A-11750) | Situl Bisericii "Sf. Apostoli Petru și Pavel" din Prejmer / ansamblu anonim (Categorie: structură de cult/religioasă) (Tip: Turn clopotniță)                          | sat Prejmer, comuna Prejmer               | str. Pajiștei 1043 | 1799                 |            |                                               | Încărcați imagine | Raportați eroare |
| 41676.11.01 (Cod LMI: BV-II-m-A-11750) | Situl Bisericii "Sf. Apostoli Petru și Pavel" din Prejmer / ansamblu anonim (Categorie: structură de cult/religioasă) (Tip: biserică)                                 | sat Prejmer, comuna Prejmer               | str. Pajiștei 1043 | 1601                 |            |                                               | Încărcați imagine | Raportați eroare |
| 41676.11.02 (Cod LMI: BV-II-m-A-11750) | Situl Bisericii "Sf. Apostoli Petru și Pavel" din Prejmer / ansamblu Biserica "Sf. Apostoli Petru și Pavel" (Categorie: structură de cult/religioasă) (Tip: biserică) | sat Prejmer, comuna Prejmer               | str. Pajiștei 1043 |                      |            |                                               | Încărcați imagine | Raportați eroare |
| 41676.13.01 (Cod LMI: BV-II-s-A-11744) | Situl medieval rural de la Prejmer / ansamblu anonim (Categorie: locuire civilă) (Tip: Așezare rurală)                                                                | sat Prejmer, comuna Prejmer               |                    | sec. XIII - XIX      |            |                                               | Încărcați imagine | Raportați eroare |